# Томс, Уильям
Уи́льям Джон Томс (англ. William John Thoms; 1803—1885) — британский писатель и антикварий, который, согласно предположениям, ввёл в науку термин фольклор, упомянув его в письме в 1846 году. Исследования фольклора и легенд привели Томса на более позднем этапе его карьеры к развенчанию мифов о долголетии; таким образом, он стал пионером в этой области демографии.

## Биография
Уильям Томс родился 16 ноября 1803 года в Лондоне.
Занимался различной писательской деятельностью и собиранием древностей, много лет прослужил клерком в канцелярии секретаря госпиталя в Челси. В 1838 году стал членом Королевского общества древностей и секретарем Общества Кемдена. В 1845-м был назначен секретарём Палаты лордов, а затем заместителем библиотекаря в библиотеке Палаты лордов. В 1849 году Томс основал ежеквартальный журнал «Заметки и вопросы» (Notes and Queries), редактированием которого занимался сам в течение нескольких лет.
Предполагают, что именно он изобрёл термин фольклор, который упомянул в 1846 году в письме, адресованном журналу «Атенеум». Томс придумал это сложное слово, чтобы заменить различные другие термины, использовавшиеся в то время, включая popular antiquities («народные древности») и popular literature («народная литература»). Он обожал работы немецкого собирателя сказок Якоба Гримма, которые считал замечательными.
Первая книга Томса, «Ранние английские романы в прозе» (Early English Prose Romances, 1827—1828, в 3 томах), была опубликована при поддержке антиквара и куратора Британского музея Фрэнсиса Дуса и содержала версии английских сказок, таких как «Роберт Дьявол, Томас Ридинг, Монах Бэкон, Монах Раш, Вергилий, Робин Гуд, Джордж Грин, Том Линкольн, Хелиас и Доктор Фауст». Среди его публикаций — «Сказания и легенды» (Lays and Legends, 1834), «Книга двора» (The Book of the Court, 1838), "Знаменитые истории Гаммера Гертона (Gammer Gurton’s Famous Histories, 1846), «Приятные рассказы Гаммера Гертона» (Gammer Gurton’s Pleasant Stories, 1848). Томс также отредактировал «Описание Лондона» (Survey of London) Дж. Стоу в 1842 году. Он был одним из ведущих членов Британского фольклорного общества (The Folklore Society), основанного в 1878-м, хотя участие Томса в его организации изучено мало.
В 1870-х годах Уильям Томс занялся исследованием вопроса «сверхдолголетия». Ему приписывают первую формулировку концепции, согласно которой утверждения о преклонном возрасте обычно преувеличены. Книга Томса «Человеческое долголетие: факты и вымыслы» (Human Longevity: Its Facts and Fictions, 1873) установила некоторые правила для доказательства утверждений о долгожительстве.
Уильям Томс умер 15 августа 1885 года. Похоронен на Бромптонском кладбище в Лондоне.

## Работы
Томс связан со многими публикациями, в которых он выступал в качестве редактора, составителя или автора. Для нескольких работ он использовал псевдоним Амброуз Мертон. В 1846 году он начал колонку под названием Folk-Lore в журнале Чарльза Вентворта Дилька «Атенеум». Дильк предложил ему основать журнал «Заметки и вопросы», и он был его редактором до 1872 года. Первая попытка издать сборник народных сказок, известный как «Folk-Lore of England», не увенчалась успехом, но в более поздних публикациях из него иногда перепечатывались статьи и материалы для подписчиков.
Ниже приводится неполный список работ Уильяма Томса:
- The Book of the Court, 1838.
- Anecdotes and Traditions illustrative of Early English History and Literature from Manuscript Sources, Camden Society, 1839.
- Survey of London Дж. Стоу (London, 8vo), изд. 1842.
- В подготовленной им серии «Ранняя английская поэзия» (Early English Poetry, Percy Society) The History of Reynard the Fox, 1844 (Caxton в 1481).
- Gammer Gurton’s Famous Histories of Sir Guy of Warwick, Sir Bevis of Hampton, Tom Hickathrift, Friar Bacon, Robin Hood, and the King and the Cobbler (Westminster, 16mo).
- Gammer Gurton’s Pleasant Stories of Patient Grissel, the Princess Rosetta, and Robin Goodfellow, and ballads of the Beggar’s Daughter, the Babes in the Wood, and Fair Rosamond (Westminster, 16mo).
- Primeval Antiquities of Denmark, London, 1849; перевод Jens Jacob Asmussen Worsaae.
- The Longevity of Man. Its Facts and Its Fictions. With a prefatory letter to Prof. Owen, C.B., F.R.S. on the limits and frequency of exceptional cases. London: F. Norgate, 1879.